# Азербејџанска Совјетска Социјалистичка Република
Азербејџанска Совјетска Социјалистичка Република (азе. Azərbaycan Sovet Sosialist Respublikası; рус. Азербайджанская Советская Социалистическая Республика) је била једна од република које су сачињавале Совјетски Савез. Установљена је 28. априла 1920. године, под именом Азербејџанска ССР. Од 12. марта 1922. до 5. децембра 1936. године била је република унутар Транскавкаске СФСР, заједно са Јерменском и Грузијском ССР. Азербејџан је иступио из СССР-а 25. децембра 1991. године.

## Историја

### Формирање
Након завршетка Руског грађанског рата и пораза снага Азербејџанске Демократске Републике, 28. априла 1920. године проглашена је Азербејџанска ССР. Власт су пре тога преузели месни бољшевици под вођством Мирзе Давуда и Наримана Нариманова, уз помоћ руске Црвене армије.
Совјетске републике Русија, Јерменија и Азербејџан су, 13. октобра 1921. године, потписали са турском владом уговор у Карсу. Тим уговором је дотадашња Нахичеванска ССР постала Нахчиванска Аутономна Совјетска Социјалистичка Република у саставу Азербејџанске ССР.

### Транскавкаска СФСР
Под утицајем политичког притиска из Москве, лидери Азербејџанске, Јерменске и Грузијске ССР су, 12. марта 1922. године, основали унију тих трију земаља познату под именом Транскавкаска Совјетска Федеративна Социјалистичка Република. Чланови Савезног већа Транскавкаске СФСР били су Нариман Нариманов (Азербејџан), Поликарп Мдивани (Грузија) и Александар Мијасникјан (Јерменија). Први секретар Комунистичке партије ТСФСР био је Серго Орџоникидзе.
Децембра 1922. године, Транскавкаска СФСР је приступила унији са Руском СФСР, те Украјинском и Белоруском ССР, које су затим 30. децембра 1922. године званично утемељиле Совјетски Савез. У децембру 1936. године, Транскавкаска СФСР је расформирана, јер чланови Савезног већа нису умели да се договоре око неких државних питања. После тога су Азерска, Јерменска и Грузијска ССР постале директне чланице Совјетског Савеза.

### Развој и индустријализација
После 1921. године, Врховно веће за народну економију покренуло је пројекат осувремењивања и индустријализације азербејџанских поља нафте. Откривена су многа нова нафтна поља, попут Иљичевог базена, Кара-Чухура, Лок-Батана и Кале. Након покретања колективизације 1929. године, Азербејџанска ССР је по први пут постала други произвођач чаја у СССР-у након Грузијске ССР. Нафтна индустрија Азербејџанске ССР, која је заузимала преко 60% совјетске производње нафтних деривата, одликована је Орденом Лењина, 31. марта 1931. године. Република је по други пут одликована Орденом, приликом прославе петнаесте годишњице постојања.

### Велики отаџбински рат
По почетку Великог отаџбинског рата, индустрија Азербејџанске ССР произвела је 25,4 милиона тона горива, што је био рекорд у целој историји азербејџанске нафтне производње. Велика Британија и Француска тада су озбиљно размишљале о бомбардовању азербејџанских нафтних поља, како не би пала у руке Хитлеровим снагама. До краја 1941. године, велик број Азера прикључио се Народним добровољачким корпусима. Радници на нафтним пољима покренули су инцијативу рада дванаест часова дневно, без слободних дана или прослава празника све до краја рата, како би тиме помогли совјетској економији да издржи ратне напоре. Баку је Хитлеру и његовим генералима био главни стратешки циљ, како би искористили нафтна поља. Снаге немачког Вермахта стигле су до Кавказа, али то је био њихов крајњи домет када су поражени код Стаљинграда почетком 1943. године. Од 700.000 до 800.000 Азера, који су били регрутовани у Црвену армију, погинуло је њих 400.000.

### Послератно раздобље
Важан догађај за Азере у Азербејџанској ССР била је совјетска окупација северног Ирана, такође претежито насељеног Азерима. Ово је за последицу имало раст пан-азербејџанског национализма, оживљавање азерског језика, који је до тада био потискиван од персијског. Новембра 1945. године, у Табризу је под совјетским покровитељством основана Народна влада Азербејџана, под вођством Џафара Пишеварија.
Међу Азерима је владало уверење да ће се два Азербејџана ускоро ујединити, али је под притиском Западних сила Црвена армија морала да се повуче из северног Ирана. Иранска влада је успоставила владу над иранским Азербејџаном до краја 1946. године, а чланови Народне владе склонили су се у Азербејџанску ССР.
Од 1950-их година, у Азербејџанској ССР подстакнут је период убрзане урбанизације и индустријализације. Међутим, од 1960-их опала је важност азербејџанске нафтне индустрије, делимично због интензивније прераде нафте у осталим регионима Совјетског Савеза. Још један од проблема био је раст тензија између Јерменаца и Азера око Нагорно-Карабаха. Москва је због тога на чело Азербејџанске КП 1969. године поставила Хејдара Алијева. Алијев је био успешан у побољшању економских услова и односа између Азера и Јерменаца. Након покретања Перестројке, Алијев се противио Горбачовљевим реформама, након чега га је овај присилно пензионисао.
Етничке тензије потакле су оснивање бројних опозиционих организација, од којих је најзначајнија била Народни Фронт Азербејџана. Међутим, у организацији је краја 1989. године дошло до расцепа између модерниста и конзервативних исламиста. Расцеп је узроковао насиље усмерено против Јерменаца, због чега је Совјетска армија упућена да смири стање. Немири су кулминирали након што су совјетски војници у сузбијању нереда убили 132 демонстранта у Бакуу, 20. јануара 1990. године.
Азербејџан је усвојио декларацију о независности 30. августа 1991. године, а након распада Совјетског Савеза 25. децембра, приступио је Заједници независних држава.

## Функционери Азербејџанске ССР

### Председници
- Председник Привременог револуционарног комнитета
  - Мирза Давуд (28. април 1920. — 16. мај 1920)
  - Нариман Нариманов (16. мај 1920. — 21. мај 1921)
- Председник Централног извршног комитета
  - Муктар Хаџијев (21. мај 1921. — 6. мај 1922)
  - Самед Алијев (6. мај 1922. — 14. март 1930)
  - Газанфар Мусабеков (14. март 1930. — децембар 1931)
  - Султан Ефендијев (13. децембар 1931. — 10. јун 1937)
  - Мир Касумов, в.д. (јул 1937. — 19. јул 1938)
- Председник Врховног совјета
  - Мир Јакубов (19. јул 1938. — 21. јул 1938)
- Председник Президијума врховног совјета
  - Мир Касумов (21. јул 1938. — 23. април 1949)
  - Назар Хајдаров (23. април 1949. — 9. март 1954)
  - Мирза Ибрахимов (9. март 1954. — 23. јануар 1958)
  - Иљас Абдулајев (23. јануар 1958. — 26. новембар 1959)
  - Сафтар Џафаров (26. новембар 1959. — 16. новембар 1961)
  - Мамед Искендеров (29. децембар 1961. — 25. децембар 1969)
  - Курбан Халилов (25. децембар 1969. — 30. децембар 1985)
  - Сулејман Татлијев (30. децембар 1985. — 22. јун 1989)
  - Елмира Кафарова (22. јун 1989. — 18. мај 1990)

### Премијери
- Председник Већа народних комесара
  - Нариман Нариманов (мај 1921. — април 1922)
  - Газанфар Мусабеков (април 1922. — 14. март 1930.; в.д. до 6. маја 1922)
  - Дадаш Бунијатзаде (14. март 1930. — 23. октобар 1932)
  - Мир Багиров (23. октобар 1932. — 12. децембар 1933)
  - Хусеин Рахманов (12. децембар 1933. — 22. август 1937)
  - Тимур Кулијев (22. август 1937. — 29. март 1946)
- Председник Већа министара
  - Тимур Кулијев (29. март 1946. — 18. април 1953)
  - Мир Багиров (18. април 1953. — 17. август 1953)
  - Тимур Кулијев (17. август 1953. — 1. март 1954)
  - Садих Рагимов (1. март 1954. — 8. јул 1958)
  - Вели Ахундов (8. јул 1958. — 10. јул 1959)
  - Мамед Искендеров (10. јул 1959. — 29. децембар 1961)
  - Енвер Аликанов (29. децембар 1961. — 10. април 1970)
  - Али Ибрахимов (10. април 1970. — 22. јануар 1981)
  - Гасан Сеидов (22. јануар 1981. — 27. јануар 1989)
  - Ајаз Муталибов (27. јануар 1989. — 25. јануар 1990)
  - Хасан Хасанов (25. јануар 1990. — 7. фебруар 1991)[4]